# S-GPS
S-GPS（エスジーピーエス 英語：Simultaneous GPS ; サイマルテニアスGPS）は、携帯電話でGPSの受信信号とCDMA通信を同時に動作させる技術。
CDMA方式の携帯電話から発信された緊急通話であるエンハンスド911に於いて発信者の位置を特定するため、ユーザーの位置情報を取り扱う技術であるセルラー・ジオロケーションと携帯電話に内蔵されたGPS受信機が使用される。TM-GPSと呼ばれる時分割多重化技術を用いることで、電話の位置情報とGPS信号の受信を交互に受信できるため、受信機は一台で済む。
S-GPSは、携帯電話でGPS情報と音声データを同時に受信できるため受信感度も向上し、電気通信事業者（キャリアサービスプロバイダ）もユーザーの現在地ベースのサービスを提供することが可能となる。なお、1つのアンテナで2つの周波数帯を共有するため、音声信号がGPS回路に流れるなど設計上の課題が生じるが、クアルコムなどがS-GPSチップセットの商品化に成功したことで、新しい端末にはこの方式が採用されている。